# Hafez al-Àssad
Hafez al-Àssad, també transcrit Hafiz al-Assad (àrab: حافظ الأسد, Ḥāfiẓ al-Asad) (6 d'octubre de 1930 - 10 de juny de 2000), va ser un polític sirià, president del país entre 1971 i 2000.
Nascut en el si d'una família humil, en finalitzar els estudis primaris ingressà a l'acadèmia militar. Donada la seva vàlua, el 1957 fou enviat a la Unió Soviètica, per tal de completar la seva formació al costat de l'exèrcit soviètic.
El 1946, amb només 16 anys, havia ingressat al Partit Baas. Des de les seves files, es va oposar a la unificació entre Síria i Egipte, tot i haver estat destinat durant un temps al Caire. Així, en fracassar la unió definitivament el 1961, el seu prestigi augmentà ràpidament, i encara de forma més significativa a partir del 1963, amb la instauració de la dictadura militar al país. Així, el 1964 fou nomenat cap de les forces aèries. Des d'aquest càrrec va veure com els seus homes patien una derrota severíssima durant la Guerra dels Sis Dies, quan Israel destruí bona part de la força aèria siriana i conquerí part del seu territori.
Malgrat aquesta derrota, el seu prestigi no es va veure minvat i el seu poder va anar creixent en paral·lel. Gràcies a aquest fet, i afavorit per les circumstàncies, el 1970 aprofità per donar un cop d'estat, aconseguint de l'imam Musa al-Sadr una fàtua (fatwa) que reconeixia la secta dels alauites com una comunitat dels xiïtes, ja que segons la constitució de Síria un no musulmà no podia ser president.
Poc després de prendre el poder, al-Àssad inicià tímides reformes i incrementà la capacitat militar de l'exèrcit sirià. Aquestes actuacions van permetre recuperar els ponts amb Egipte el 1973, fet que portà a la Guerra del Yom Kippur en què es buscà recuperar els Alts del Golan. El fracàs d'aquesta operació no li va restar cap protagonisme i continuà encapçalant un règim cada cop més proper a l'URSS, del qual fou un ferm aliat.
Pel que fa a la política regional, al-Àssad continuà essent un dels principals enemics d'Israel. De fet, sobre el territori que formen Israel, Gaza i Cisjordània, arribà a dir que "Palestina és una part integrant de la Síria del Sud."
El gener de 1976 va proposar restaurar els límits anteriors a la Guerra Civil libanesa sobre la presència de la guerrilla palestina al Líban. Aquesta proposta va ser ben acollida pels maronites però rebutjada per la guerrilla palestina. A l'octubre de 1976, durant una reunió de la Lliga Àrab, al-Àssad va acceptar un alto el foc, i la Lliga va decidir expandir una petita força àrab de manteniment de la pau a una més gran Força Àrab de Dissuasió, composta principalment per tropes sirianes, legitimant així la intervenció siriana amb el suport financer de la Lliga Àrab. Durant tota l'ocupació, el règim d'Assad va promoure la idea de la "Gran Síria", prenent mesures per integrar el Líban a Síria.

## Mort i successió

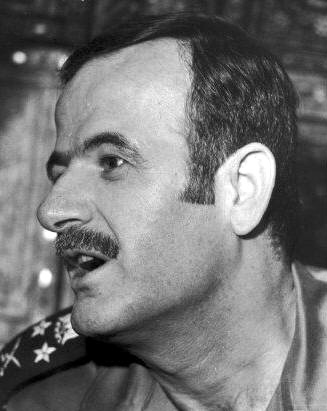
El general al-Àssad durant la revolució de 1970

Originàriament, Hafez al-Àssad havia promogut el seu fill més gran, Basil al-Àssad, com a successor. Aquesta idea quedà trencada el 1994, en morir Basil a causa d'un accident de trànsit. Ràpidament, el segon fill, Baixar, fou promogut al càrrec mitjançant una formació intensiva en aspectes polítics i militars. En poc temps, Baixar va ser nomenat coronel de l'exèrcit sirià. Malgrat que aquesta operació causà algunes discussions al si del govern, la successió fou acceptada majoritàriament i el procés fou realment pacífic.
Així, quan el 10 de juny de 2000 Hafez al-Àssad va morir a causa d'un atac de cor (hi ha qui suggereix que fou a causa d'un càncer o una fibrosi pulmonar), Baixar fou acceptat com a president, càrrec que encara ocupa avui dia.
Hafez va ser enterrat al mausoleu situat a la seva localitat natal de Latakia, al costat del seu fill Basil.

## Dades complementàries
- FIRZLI, NICOLA Y. (1973). Al-Baath wa-Lubnân, Dar-al-Tali'a Books, Beirut.
- FIRZLI, NICOLA Y. (1981). The Iraq-Iran Conflict. EMA, París. ISBN 2-86584-002-6
- FISK, ROBERT (2001). Pity the Nation: Lebanon at War, 3a edició, Publicacions de la Universitat d'Oxford. ISBN 0-19-280130-9 (pp. 181-189)
- FRIEDMAN, THOMAS (1990, edició anglesa). From Beirut to Jerusalem. Publicacions Harper-Collins. ISBN 0-00-653070-2 (pp. 76–105)
- HITTI, PHILIP K. (2002). History of Syria Including Lebanon and Palestine, Vol. 2. ISBN 1-931956-61-8
- SALLAM, QASIM (1980, edició àrab-francesa). Al-Baath wal Watan Al-Arabi. EMA, París. ISBN 2-86584-003-4
- SEALE, PATRICK (1988). Asad: The Struggle for the Middle East. Publicacions de la Universitat de Califòornia. ISBN 0-520-06976-5